# Doris Grimm
Doris Grimm (* 1925 in Braunschweig; † 7. Juni 2007 in Hannover) war eine deutsche Apothekerin und Fachautorin.

## Karriere
Grimm wurde 1925 in Braunschweig geboren. Als jüngste ihres Jahrgangs legte sie im März 1943 das Abitur ab. Ein Jahr später begann sie ihre pharmazeutische Ausbildung als Apothekerpraktikantin. Nach der pharmazeutischen Vorprüfung 1946 und ihrem Studium an der Technischen Universität Braunschweig erhielt sie 1950 die Approbation zur Apothekerin.
Ab 1968 unterrichtete sie Fachkundeunterricht für Apothekenhelfer und arbeitete zusätzlich am Rahmenplan der Apothekenhelfer beim Bundesminister für Wissenschaft und Forschung mit. Ebenso war sie in der Arbeitsgruppe „Curriculum für das Berufsfeld Gesundheit“ tätig. Aufgrund ihrer gewonnenen Erfahrungen dieses Projektes arbeitete sie in der Bundesapothekerkammer mit und war ab 1975 Vorsitzende des Prüfungsausschusses für die Helferinnenprüfung in der Apothekerkammer Niedersachsen. 1969 hatte Doris Grimm als Mitautorin des ersten Stoffplans für pharmazeutisch-technische Assistenten wesentlichen Anteil an der Einführung dieses neuen Berufs. Von 1970 bis 2000 war sie Chefredakteurin der Zeitschrift PTA in der Apotheke. Ab 1970 war Grimm Vorsitzende des Berufsbildungsausschusses und seit 1974 Mitglied der Kammerversammlung und des Ausschusses für berufliche Ausbildung und Fortbildung der Apothekerkammer Niedersachsen. Für ihre außergewöhnlichen Leistungen in der Ausbildung des Berufsnachwuchses wurde sie 1986 mit der Lesmüller-Medaille ausgezeichnet. Diese wurde ihr überreicht durch die ehemalige Bundesgesundheitsministerin Rita Süssmuth. Doris Grimm ist nach Magdalena Neff die zweite Frau, die die höchste Auszeichnung der Bundesapothekerkammer erhielt. Sie hatte Lehraufträge an der Universität Osnabrück für Gesundheitswissenschaften und an der TU Braunschweig für Pharmazie.

## Publikationen
- 1958: Fachkunde für Apothekenhelferinnen, Govi Verlag, Frankfurt.
- 1965: Der Apothekerpraktikant, Deutscher Apotheker Verlag, Stuttgart.
- 1968: Lehrbuch der Krankenpflegeberufe, (Mitarbeit Chemie-Teil), Thieme Verlag, Stuttgart.
- 1970: Chemie für PTA, Deutscher Apotheker Verlag, Stuttgart.
- 2005: Chemie für PTA, 7. Auflage, Deutscher Apotheker Verlag, Stuttgart.